# Koma (film fra 2020)
 For alternative betydninger, se Koma (flertydig). (Se også artikler, som begynder med Koma)
Koma (russisk: Кома) er en russisk spillefilm fra 2020 instrueret af Nikita Argunov.

## Medvirkende
- Rinal Mukhametov som Viktor
- Ljubov Aksjonova
- Anton Pampushnyj
- Milos Bikovic
- Konstantin Lavronenko som Jan